# Kuripan Utara
Kuripan Utara is een bestuurslaag in het regentschap West-Lombok van de provincie West-Nusa Tenggara, Indonesië. Kuripan Utara telt 7828 inwoners (volkstelling 2010).